# The Rain Song
The Rain Song е песен на английската рок група „Лед Зепелин“, тя е издадена е през март 1973 г. като втора песен от техния пети албум Houses of the Holy (1973). The Rain Song е балада с дължина от над седем минути. Китаристът Джими Пейдж първоначално конструира мелодията на тази песен в дома си в Плъмптън, Англия, където е инсталирана студийна миксираща конзола, използвана за запис на изпълнението на групата от 1970 г. в Роял Албърт Хол и за албума на „Ху“ Live at Leeds.
С работно заглавие Slush Джими Пейдж успява да представи завършен аранжимент на мелодията, за която певецът Робърт Плант написва текста. Робърт Плант класира вокалното си изпълнение като едно от най-добрите свои. Песента включва и мелотрон, свирен от Джон Пол Джоунс, за да добави оркестровия ефект, докато Джими Пейдж свири на китара „Данелектро“.
Джими Пейдж написва The Rain Song в отговор на Джордж Харисън от „Бийтълс“, който се оплаква на барабаниста на „Лед Зепелин“ Джон Бонъм, че групата не е в състояние да пише балади. В разговори с Джими Пейдж биографът Брад Толински цитира спомените на Пейдж:
| „ | Джордж говореше с Бонзо една вечер и каза: „Проблемът с вас е, че никога не правите балади“. Казах: „Ще му дам балада“ – и написах The Rain Song, която се появяви в Houses of the Holy. Всъщност ще забележите, че дори цитирам Something в първите два акорда на песента. | “ |

## Музиканти
- Робърт Плант – вокали, хармоника
- Джими Пейдж – китара
- Джон Пол Джоунс – бас китара, клавиши
- Джон Бонъм – барабани